# Chaidu (11. Jahrhundert)
Chaidu (mongolisch Хайду, wiss. Transliteration Chajdu; auch: Kaidu; Mittelmongolisch: ᠬᠠᠢ᠌ᠳᠤ ˈkʰaɪd̥ʊ; mongolisch Хайду Haidu, ˈχæˑtʊ̽,  geb. ca. 1000; gest. ca. 1060) war ein mongolischer Herrscher des Bordschigin-Clans. Er war der Ur-Ur-Urenkel von Bodontschar (Бодончар, Bodonchar Munkhag c. 850–900). Chaidus Urenkel wiederum war Kabul Khan (gest. 1149) und Kabul Khans Urenkel Dschingis Khan (1162–1227). Kaidus anderer Urenkel war Chaduli Barlas (Хадули Барлас, Khadjuli, gest. 12. Jh.) und dessen Ur-Ur-Ur-Ur-Ur-Ur-Enkel Timur (1330s–1405) und auch sein Sohn Baschinchor Dogschin (Башинхор Догшин, Bashinkhor Dogshin).
Qaidu Khan (ᠬᠠᠢ᠌ᠳᠤ, 海都; 1235–1301) war ein entfernter Nachkomme.

## Leben
Kaidu wird in der Geheimen Geschichte der Mongolen, im Yuan shi und dem Dschāmiʿ at-tawārīch erwähnt. Er wurde ca. 1025 als jüngster von acht Söhnen der Königin Monolun geboren. Sie war die verwitwete Frau von Khachi Khulug, dem Sohn von Menen Dutum. In dieser Zeit hatte die Liao-Dynastie (907–1125) der mongolischen Kitan die Kontrolle über die mongolischen Gebiete, obwohl die nördlichsten Regionen schwer zu kontrollieren waren. In den 1050ern attackierten die Kitan den Stamm der Jalair (Жалайр), einen mongolischen Stamm der Darligin-Mongolen im Gebiet des Flusses Cherlen in der fernöstlichen Region der Mongolei. Die Jalair flohen zu den Bordschigin unter Königin Monolun („Nomulun“ in der Geheimen Geschichte), der Mutter von Chaidu. Sie töteten Monolun und alle ihre Söhne außer Chaidu, der von seinem Onkel Nachin versteckt wurde. Chaidu eroberte später den Stamm der Jalair und machte sie zu seinen Untertanen.
Rashid Al-Din schreibt er im Dschāmiʿ at-tawārīch:

„Der Kerulen-Fluss ist nahe am Gebiet der Khitan. Die Bewohner von Khitai, Jalair und anderen mongolischen Stämmen führten ständig Kriege und Gefechte untereinander. Zu dieser Zeit kam eine zahlreiche Armee von den Kitan, die Raubzüge und Plünderungen durchführte. Als die Jalairs diese Armee sahen, dachten sie, der Cherlen-Fluss würde als Barriere dienen. Es gab eine Furt am Fluss, aber sie waren sicher, dass die Kitan den Fluss nicht überqueren könnten. Deshalb schwenkten sie auf der anderen Seite des Flusses spöttisch ihre Hüte und Ärmel und riefen: „Kommt und plündert unser Vieh!“ Da die Kitan-Armee zahlreich war, sammelten sie geschickt trockene Äste und totes Holz und bauten in einer Nacht einen Damm, um den Fluss zu überqueren. Die Khitans versetzten den Jalairs eine schwere Niederlage und plünderten ihr gesamtes Vieh und Hab und Gut. Von allen Jalairs entkam nur eine Gruppe von 70 Zelten und floh mit ihren Frauen und Kindern nach Westen, bis sie die Grenzen von Monolun, der Frau von Dutum Menen, erreichten (ungenau: sie war tatsächlich die Frau von Khachi Khulug, dem Sohn von Dutum Menen, war). Da die Jalairs unter schrecklichem Hunger litten, gruben sie die Wurzeln einer Pflanze namens Sudusun aus, die in dieser Gegend als essbar galt, und aßen sie. Am Ende hinterließen sie die Pferdeweiden von Monoluns Söhnen, die völlig ausgegraben und löchrig waren. Monolun sagte: „Warum zerstörst und verdirbst du die Weiden meiner Söhne?“ Dafür ergriffen die Jalairs Monolun und töteten sie. Ihre Söhne waren alle mit Frauen aus verschiedenen Stämmen verheiratet und zahlreich. Die Jalair hatten Angst um ihre Sicherheit. Deshalb überfielen sie auch jeden ihrer Söhne und töteten sie. Ihr jüngster Sohn Chaidu verbrachte Zeit als Schwiegersohn beim Qanbagud-Stamm. Zuvor hatte sein Onkel Nachin, wie bereits erwähnt, ebenfalls Zeit mit diesem Stamm als Schwiegersohn verbracht (Mongolen heirateten im Teenageralter und verbrachten viele Jahre als Schwiegersohn). Als Nachin von den Verrätereien der Jalairs und dem Tod der Söhne seines Bruders Dutum Menen erfuhr, versteckte er Chaidu in einem großen Gefäß, in dem die Mongolen Kumys (fermentierte Stutenmilch) abtropfen ließen, und behielt ihn dort. Bald fragten andere umliegende Stämme, darunter auch einige Jalair, die 70 Zelt-Jalair: „Mit welchem Recht habt ihr diese Gräueltaten begangen?“ und sie alle besiegten sie. Ihre Frauen und Kinder wurden alle Sklaven von Chaidu, dem Sohn des oben erwähnten Monolun.“